# District de Kuancheng
Pour les articles homonymes, voir Kuancheng.
Le district de Kuancheng (宽城区 ; pinyin : Kuānchéng Qū) est une subdivision administrative de la province du Jilin en Chine. Il est placé sous la juridiction de la ville sous-provinciale de Changchun. Le district s'étend sur 877 km² et compte 470 000 habitants (2004). Il couvre la partie nord de la ville et de la banlieue de Changchun.